# Ordning (talteori)
Inom talteorin definieras ordningen av ett heltal a modulo m som det minsta heltal n, då a och m är relativt prima, för vilket an ≡ 1 mod m. Denna ordning tecknas som ordma.
Eulers sats garanterar att ordma ≤ φ(m). Man kan visa att ordma | φ(m).
Om ett tal har ordningen lika med φ(m) (dvs den maximala ordningen ett tal kan ha) kallas talet för en primitiv rot modulo m.
Ordningen av ett heltal modulo m är ett specialfall av ordningen för ett element i en grupp.